# Fužine (Chorwacja)
Fužine – wieś w Chorwacji, w żupanii primorsko-gorskiej, w gminie Fužine. W 2011 roku liczyła 685 mieszkańców.